# Васкна
Васкна (ест. Vaskna järv) — озеро в Естонії у повіті Виру, волості Риуге, біля південно-східного підніжжя Суур-Мунамягі.

## Опис
Озеро Васкна має площу 37 га, найбільша глибина 9,5 м і знаходиться на висоті 242 м над рівнем моря. В даний час озеро розділене на дві окремі частини, Суур- і Вяйке-Васкна.
Береги озера зарослі та високі, місцями під сільськогосподарськими угіддями. Береги Суур-Васкни здебільшого галькові або піщані, а Вяйке-Васкни м'які та заболочені.
Течія відносно сильна, з озера Тууліярв впадає потік Ярвепера і джерела, витікає річка Іскна.

## Галерея

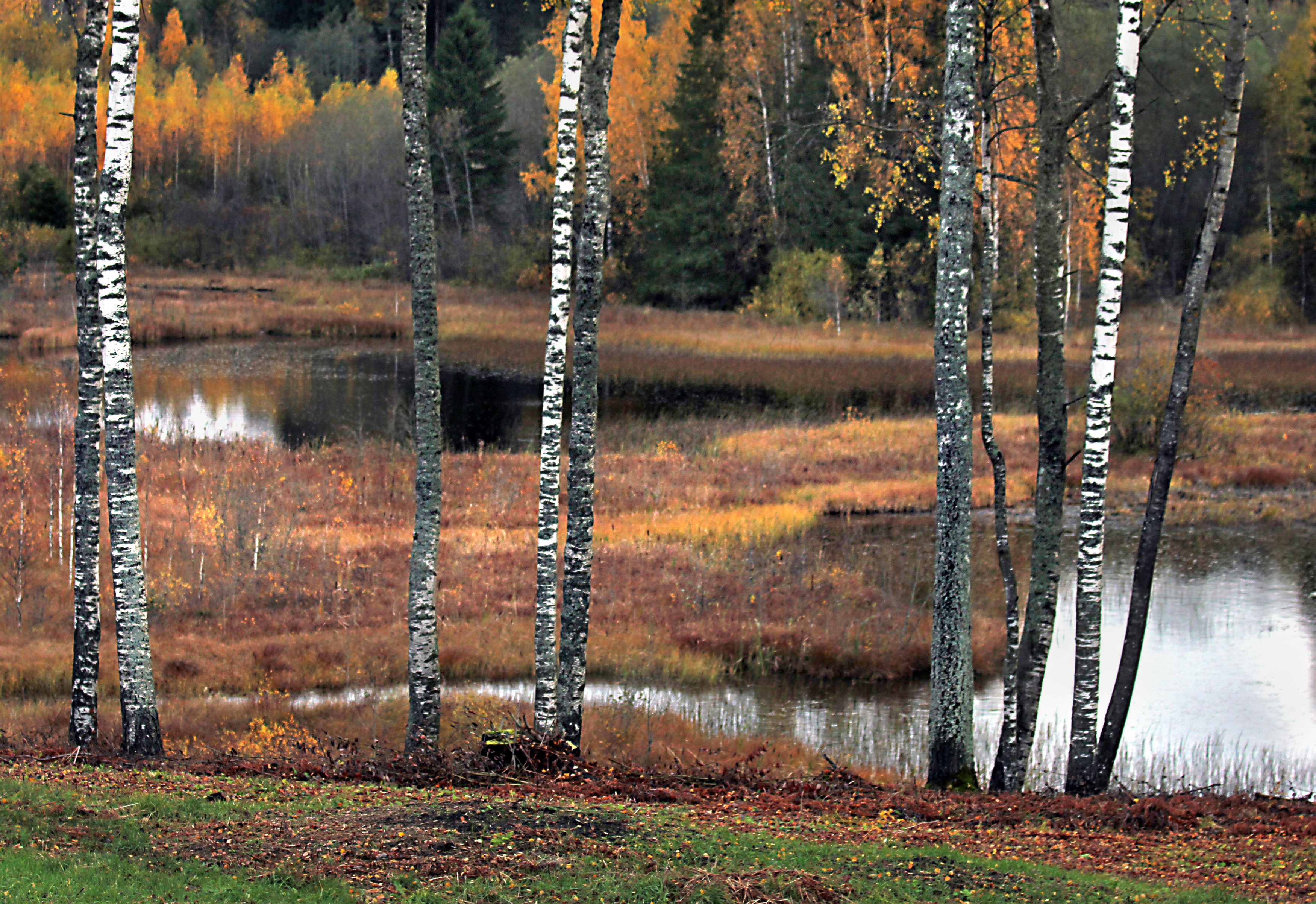
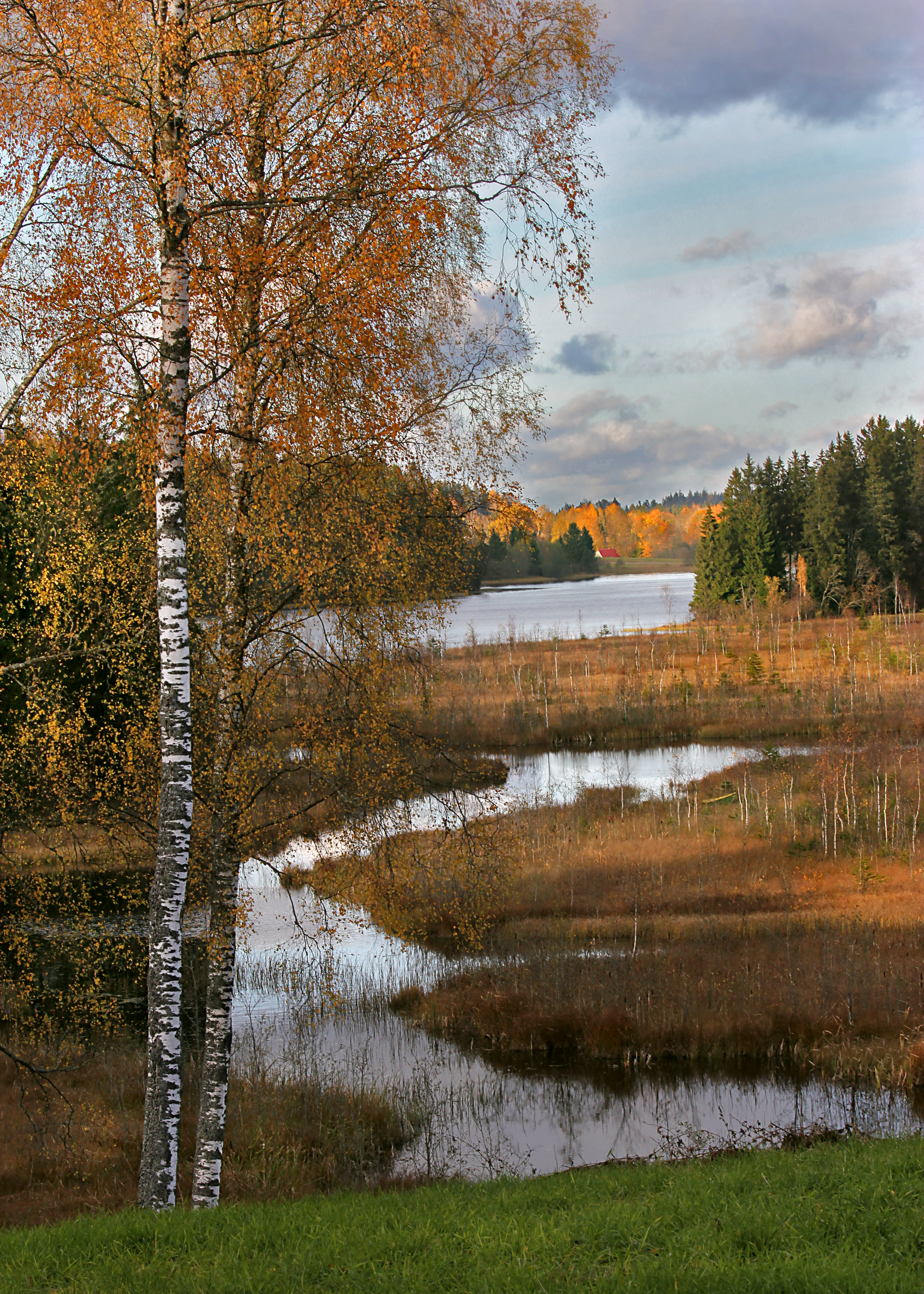
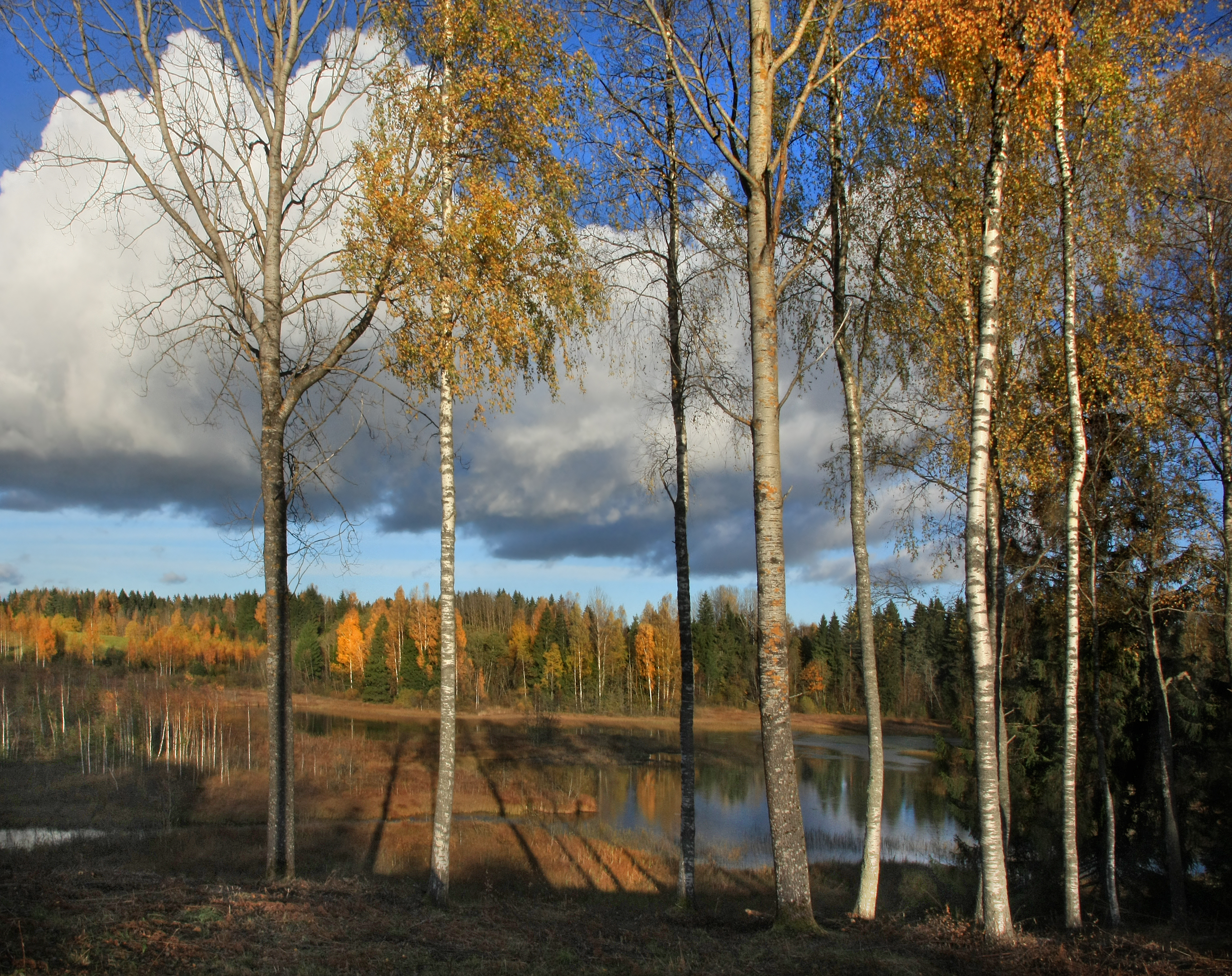
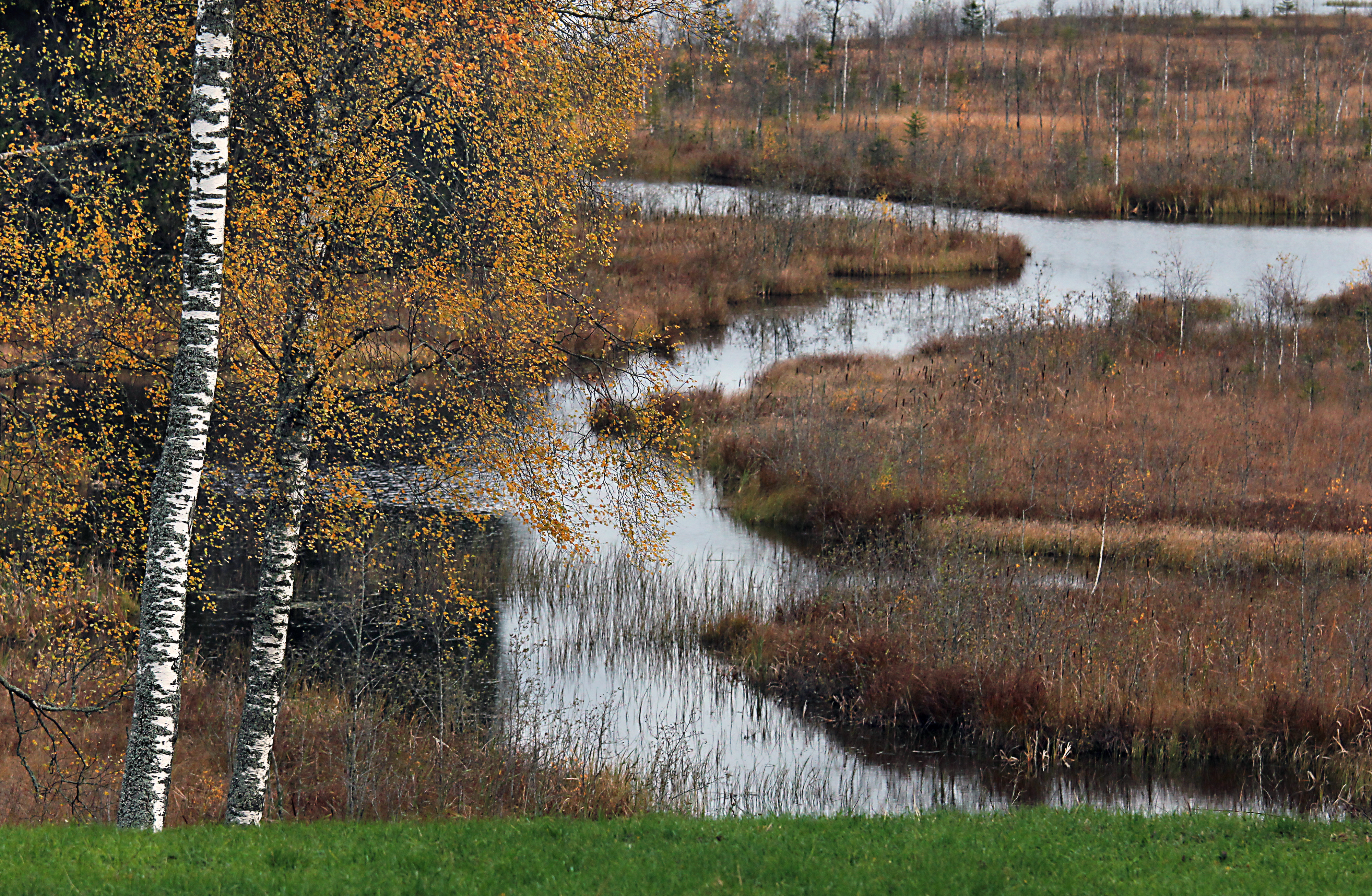